# Szilágyi Zsuzsa (színművész)
Szilágyi Zsuzsa (Budapest, 1952. október 27.) Jászai Mari-díjas magyar színésznő, szinkronszínész.

## Pályafutása
1977-ben diplomázott a Színház- és Filmművészeti Főiskolán. 1977-től a Mikroszkóp Színpad tagja volt. 1982-2012 között a Népszínház társulatának illetve jogutódjának a Budapesti Kamaraszínháznak színésznője volt. Vendégként szerepelt a Gorsiumi Nyári Játékokon, fellépett Operettvilág Együttessel, a Hadart Színházzal, de játszott a Budaörsi Latinovits Színházban is. 
1993-ban Déryné-díjat, 1997-ben Jászai Mari-díjat kapott.
Több magyar játékfilmben szerepelt. Egyik népszerű és legismertebb szerepe a Barátok közt című sorozat Bözsi mamája 2011 és 2021 között.

## Fontosabb színházi szerepei
- Szép Ernő: Lila ákác... Hédi
- Eörsi István: Sírkő és kakaó... rendőrnő
- Lope de Vega: A kertész kutyája... Anarda
- Németh László: A két Bolyai... Barcsainé
- Páskándi Géza: A rejtekhely... Simonné
- Szüle Mihály: Egy bolond százat csinál... Betty
- Gábor Andor: Ciklámen... Paula
- Georges Feydeau: Bolha a fülbe... Eugénie
- Brandon Thomas – Aldobolyi Nagy György – Szenes Iván: Charley nénje... Donna Lucia d'Alvadorez
- Rainer Werner Fassbinder: A fehér méreg... Anya
- Fehér Klára: Ez az ország eladó... Erika
- William Shakespeare: Troillus és Cressida... Heléna
- William Shakespeare: III. Richárd... Erzsébet királyné
- William Shakespeare: A makrancos hölgy... Özvegyasszony
- William Shakespeare: Macbeth... Udvarhölgy
- William Shakespeare: Hamlet... Gertrud, királyné, Hamlet anyja
- William Shakespeare: Szeget szeggel... Tekeriné, kerítőnő
- Rideg Sándor – Tímár Péter: Indul a bakterház... Borcsa
- Bertolt Brecht – Kurt Weill: Koldusopera... Lebuj Jenny
- Móricz Zsigmond: Nem élhetek muzsikaszó nélkül... Kisvicákné
- Móricz Zsigmond: Búzakalász... Mérőné
- Nell Dunn: Gőzben... Josie
- Pam Gems: Piaf... Toine
- Szakcsi Lakatos Béla – Csemer Géza: Cigánykerék... Matild
- Jean de Létraz: Kié a baba?... Pauline néni
- Zilahy Lajos: Házasságszédelgő... fűszeresné
- Pécsi Ildikó: Hármasban... Honória
- Kisfaludy Károly: Kérők... Margit
- Csiky Gergely: Buborékok... Szerafin
- Eisemann Mihály: Én és a kisöcsém... Vadász Frici
- Rejtő Jenő – Kellér Dezső: Aki mer. az nyer... Lantos Lia
- George Bernard Shaw: Pygmalion... Pearchené
- Noël Coward: Forgószínpad... Zelda Femvick
- Hunyady Sándor: Feketeszárú cseresznye... Milica
- David Storey: Anyák napja... Watertonné
- Thomas Bernhard: Nyugállomány előtt... Clara
- S. Nagy István – Wolf Péter – Csongrádi Kata: A vasárnapi asszony... Terka
- Terence McNally: A pókasszony csókja... Mama
- Grimm fivérek: Holle anyó... Genti néni
- Thuróczy Katalin: Finálé... Hidaskúti Éva
- Lehár Ferenc: A víg özvegy... Praskovia, Prisics felesége
- Frances Goodrich – Albert Hackett – Wendy Kesselmann: Anna Frank naplója... Van Daanné
- Roland Schimmelpfennig: Push Up 1-3... Angelika
- Arthur Koestler: Sötétség délben... Arlova
- Szabó Illés: Joe evangéliuma... Angyal
- Szophoklész: Oidipusz... A pásztor felesége
- Bekes József: Durr bele... Szépitsné, takarítónő
- Robert Thomas: Nyolc nő... Gaby
- Colin Higgins: Harold és Maude... Mrs. Chasen, Harold anyja
- Lev Nyikolajevics Tolsztoj – Nagy András: Élő holttest... Darja Andrejevna
- Federico García Lorca: Bernarda Alba háza... Poncia, szolgáló
- Sopsits Árpád: Fekete angyal... Anya, Flóra
- Dallos Szilvia: Utószinkron... Szabóné
- Verebes István: Remix... Trisha Fillburry
- Boris Vian: Mindenkit megnyúzunk... Anya
- Peter Quilter: Mennyei... Dorothy
- Kristóf Attila: A sátán nyelve... Tárnoki néni
- Sofi Oksanen: Tisztogatás... Aliide Truu
- Csukás István – Bergendy István: Süsü, a sárkány... Dadus

## Filmográfia

### Filmjei, sorozatai
- Tűzoltó utca 25.
- Ki van a tojásban?
- Csongor és Tünde
- Ha a zenekar is úgy dolgozna
- Meztelenül
- A táltosfiú és a világfa
- Ady-novellák
- Képviselő úr
- Gulliver az óriások országában
- A világkagyló mítosza (1981)
- Atlantisz (1982)
- A fantasztikus nagynéni
- Linda

– Oszkár tudja című rész (Pultosnő, a Kiskakasban)
- Iskolakerülők
- Családi kör
- Angyalbőrben
- Hotel Szekszárdi
- Tűzvonalban
- Barátok közt (2012–2021) (Kertész Bözsi)

### Film szinkronszerepek
- Carrie
- Stephen King: A rémkoppantók
- Magnólia
- Hallgass velem
- Űrkamionosok
- Heidi
- Hangyák a gatyában
- Manderlay
- Nagyfiúk